# Giuseppe Martinelli (ciclista)
Giuseppe Martinelli (Lodetto, 11 marzo 1955) è un dirigente sportivo ed ex ciclista su strada italiano.
Da dilettante conquistò la medaglia d'argento nella prova individuale ai Giochi olimpici di Montréal 1976; fu poi professionista dal 1977 al 1985, vincendo tre tappe al Giro d'Italia. Attivo come direttore sportivo di formazioni ciclistiche dal 1986, dal 2010 è nello staff tecnico del team Astana.

## Carriera

### Ciclista
Originario della provincia di Brescia, da dilettante vinse la Freccia dei Vini a Vigevano, il Trofeo Gianfranco Bianchin a Ponzano Veneto e la Coppa Cicogna a Terranuova Bracciolini. Ai Giochi olimpici di Montréal, nel 1976, giunse terzo nella prova individuale su strada, vinta in solitaria dallo svedese Bernt Johansson; la giuria decise però di retrocedere, causa scorrettezze nella volata per il piazzamento d'onore, il secondo classificato, Klaus-Peter Thaler, e di assegnare l'argento a Martinelli.
Passò professionista nel 1977 con la Jollj Ceramica di Marino Fontana, e corse poi, dal 1978 al 1985, sotto la direzione di Primo Franchini (eccetto il biennio 1981-1982 in cui vestì i colori della Santini prima e della Selle San Marco poi). Nei nove anni di carriera da pro si aggiudicò tre tappe al Giro d'Italia e una alla Vuelta a España, oltre a fare sua una Milano-Torino.

### Direttore sportivo
Dopo il ritiro dalle corse, avvenuto al termine della stagione 1985, intraprese l'esperienza di direttore sportivo, andando ad affiancare Primo Franchini alla Ecoflam. Dopo due anni passò alla Carrera Jeans: qui collaborò per nove stagioni con Davide Boifava e Sandro Quintarelli, dirigendo atleti come Claudio Chiappucci e Guido Bontempi, ed assistendo un giovane Marco Pantani nel salto nel professionismo. Dopo lo scioglimento del team Carrera guidò, dal 1997 al 2001, la Mercatone Uno: in questi cinque anni ottenne i principali successi, con le vittorie di Pantani al Giro d'Italia 1998 e al Tour de France 1998, e quella di Stefano Garzelli al Giro d'Italia 2000.
Fu poi nello staff tecnico della Saeco – vinse il Giro d'Italia 2003 con Gilberto Simoni e il Giro d'Italia 2004 con Damiano Cunego – e, dopo la fusione tra Saeco e Lampre, della Lampre-Fondital, affiancato da Claudio Corti e da Guido Bontempi. Proprio con quest'ultimo continuò l'esperienza di direttore sportivo anche dopo l'addio alla Lampre, nel 2009 all'Amica Chips-Knauf e dal 2010 all'Astana, squadra kazaka del circuito UCI World Tour. Alla guida dell'Astana porta alla vittoria Vincenzo Nibali al Giro d'Italia 2013, al Tour de France 2014, al Giro d'Italia 2016 e Fabio Aru alla Vuelta a España 2015.
Dalla primavera del 2002 all'agosto 2010 è stato assessore allo sport e al tempo libero del comune di Rovato. In questo periodo ha portato nel suo paese numerose manifestazioni importanti con il supporto del G.S. Lodetto tra cui la tappa Rovato > Monte Bondone del Giro d'Italia 2006 vinta da Ivan Basso su Gilberto Simoni.

## Palmarès
- 1974 (dilettanti)

Trofeo delle Valli del Novese
Freccia dei Vini
Trofeo Valesi
Medaglia d'Oro Città di Monza
- 1975 (dilettanti)

Trofeo Gianfranco Bianchin
Coppa d'Inverno
- 1976 (dilettanti)

Coppa Cicogna
3ª tappa Grand Prix Tell (Coira > Castione)
4ª tappa Grand Prix Tell (Altdorf > Seebodenalp)
7ª tappa Grand Prix Tell (Gunzgen > Hochdorf)
8ª tappa Giro Ciclistico d'Italia (Paglieta > Isernia)
9ª tappa Giro Ciclistico d'Italia (Isernia > Isola del Liri)
- 1977 (Jollj Ceramica, una vittoria)

3ª tappa Giro di Sicilia (Ribera > Trapani)
- 1978 (Magniflex, una vittoria)

10ª tappa Giro d'Italia (Latina > Lago di Piediluco)
- 1979 (San Giacomo-Benotto, una vittoria)

15ª tappa Giro d'Italia (Verona > Treviso)
- 1980 (San Giacomo-Benotto, due vittorie)

16ª tappa Giro d'Italia (Giulianova > Gatteo a Mare)
16ª tappa Vuelta a España (Cullera > Vinaròs)
- 1981 (Santini-Selle Italia, una vittoria)

Milano-Torino

## Piazzamenti

### Grandi Giri
- Giro d'Italia

1977: 107º
1978: 31º
1979: 87º
1980: 77º
1981: 86º
1982: ritirato
1984: 107º
- Vuelta a España

1980: fuori tempo (15ª tappa)
1983: ritirato (6ª tappa)
1984: 67º

### Classiche monumento
- Milano-Sanremo

1977: 61º
1978: 7º
1979: 5º
1980: 9º
1981: 9º
1982: 20º

### Competizioni mondiali
- Campionati del mondo su strada

Montréal 1974 - In linea Dilettanti: 24º
- Giochi olimpici

Montréal 1976 - In linea: 2º